# Javier Bonilla Sevillano
Javier Bonilla Sevillano (Sòria, Castella i Lleó, 25 d'octubre de 1990), és un futbolista professional castellanolleonès que juga al Nàstic de Tarragona en la posició de lateral esquerre.